# Charles-Hippolyte Pouthas
Charles-Hippolyte Pouthas, né le 19 juillet 1886 à Caen et mort le 2 mai 1974 à Cherbourg, est un historien français spécialiste d'histoire politique et religieuse de la France contemporaine.

## Biographie
Charles-Hippolyte Pouthas fut proviseur honoraire du lycée Malherbe de Caen. Il fut professeur d’histoire contemporaine au lycée Janson-de-Sailly puis à la faculté des lettres de Paris et directeur de la Revue d'histoire moderne et contemporaine.
Ses travaux sur le Second Empire participèrent d’une réévaluation par rapport à la « légende noire » propagée par l’historiographie républicaine et libérale du dernier tiers du XIXe siècle, et introduisirent une lecture plus modérée du régime.
Il eut notamment pour élèves Louis Girard, qui lui succéda en Sorbonne, Louis Chevalier et René Rémond.
Il est l'auteur, avec Jules Isaac et André Alba, de manuels d'histoire de France.
Ses notes de chercheur sont conservées aux Archives nationales sous les cotes AB/XIX/3754 à AB/XIX/3782.
Il a été le directeur de recherche de Jean-Baptiste Duroselle, disciple de Pierre Renouvin qui a renouvelé l'étude des relations internationales[réf. nécessaire], pour sa thèse soutenue en 1949[réf. nécessaire].

## Publications
(voir liste complète des publications)
- La population française pendant la première moitié du XIXe siècle, Institut national d'études démographique, cahier no 25, Paris, Presses universitaires de France, 1956, 225 p..
- Histoire politique du Second Empire, 1956.
- L'Europe occidentale de 1815 à 1848, 1956.
- Documents diplomatiques du Gouvernement provisoire et de la Commission du pouvoir exécutif..., 1953.
- La Révolution de 1848 en France et la Seconde république, 1952.
- Le pontificat de Pie IX, 1952.
- Histoire de l'Égypte, 1948.
- Démocraties et capitalisme (1848-1860), 1948.
- Le mouvement des nationalités en Europe dans la première moitié du XIXe siècle, 1946.
- L'Église catholique de l'avènement de Pie VII à l'avènement de Pie IX, 1945.
- L'Église et les questions religieuses sous la Monarchie constitutionnelle 1814-1848, Centre de documentation universitaire, 1943.
- L'Église et les questions religieuses depuis 1848, Centre de documentation universitaire, 1943.
- La jeunesse de Guizot : 1787-1814, 1936.
- Une famille de bourgeoisie française de Louis XIV à Napoléon, 1934.
- Les élections de Guizot dans le Calvados, Mémoires de l'Académie nationale des sciences, arts et belles-lettres de Caen, 1918-1920.
- Essai critique sur les sources et la bibliographie de Guizot pendant la Restauration, 1923.
- Guizot pendant la Restauration, : préparation de l'homme d'État (1814-1830), 1923.
- La Constituante et la classe ouvrière, 1911, Annales révolutionnaires.
- Les collèges de Caen au XVIIIe siècle, Caen, L. Jouan, 1911, Charles-Hippolyte Pouthas[lire en ligne]

## Distinctions

### Décoration
- Officier de la Légion d'honneur

### Récompenses
L’Académie française lui décerne le prix d’Académie en 1921, le Grand Prix Gobert en 1935 et le prix Général-Muteau en 1941. Charles-Hippolyte Pouthas est également lauréat de l'Académie des sciences morales et politiques et membre d'honneur du Comité directeur de l'Istituto nationale per la Storia del Risorgimento ainsi que de nombreuses autres sociétés savantes.